# 2008年澳門人身保護令案
2008年澳門人身保護令案（案件編號：第3/2008號），申請人甲，姓名並未公開（沿用判詞中的代稱，下同），答辯人為澳門檢察院。2008年2月8日，甲為被澳門司法警察局扣留的胞姊乙入禀澳門終審法院，申請人身保護令，稱該拘留為非法。但因警方已於2月7日將乙移交予珠海市公安局，法院以嗣後無用為由，宣告訴訟程序消滅。判詞引用同一法院於2007年的裁判，認定未有為此訂立特別法之先，將逃犯移交內地的行為不合法，「這些行為違背公正，動搖法治，影響澳門特別行政區的威望。」事件成為法學者關注澳門與內地未訂立刑事司法互助制度時引用的案例。
2015年香港銅鑼灣書店股東及員工失蹤事件後，《南華早報》一篇報導令本案再次為人所知。澳门保安司司長黃少澤則強調，移交有依法律，法院的批評源於對法律的理解不同。

## 背景
2008年2月6日下午，一名女性中國籍香港永久居民乙經外港客運碼頭欲入境澳門，被澳門治安警察局出入境事務廳截查。因其涉嫌在中國福州市犯下信用卡詐騙，國際刑警發出紅色通緝令，要求一旦拘捕，應移交中國內地。因此，治安警其後將乙轉交予司法警察。同日，澳門檢察院助理檢察長批示，將其移交予珠海市公安局。2月7日執行。

## 申請理由
2月8日，乙的胞弟甲以傳真向終審法院申請人身保護令。甲稱，乙的家人曾於2月7日晚上到龍嵩街的司法警察局詢問乙的情況，但僅獲告知被扣留的乙不在該局，而未說明其去向。甲相信，若乙已獲釋，則必定會聯繫家人，但她並未如此作。在扣留已屆48小時法定時限後，甲稱仍未知乙的行蹤，相信乙被非法拘留，為其申請人身保護令。

## 答辯理由
法庭收到申請後，通知時任司法警察局局長黃少澤提交說明。公函中，局長解釋，若國際刑警組織成員國發現紅色通緝令中所通緝之嫌疑人，按國際刑警組織的規定，應馬上通知國家中心局和國際刑警總秘書處，於是聯繫中國國家中心局，因而得知，2004年6月4日福州市公安局發出逮捕令通緝乙，要求一旦乙被捕，就移交內地。移交是根據助理檢察長的批示。

## 判決
法院按照《刑事訴訟法典》的規定，舉行公開聽證。判決起首確認，在甲申請人身保護令之前，乙已被移交至中國內地，但終審法院的管轄權僅限澳門，所以本次程序無法實現申請人的訴求。此為嗣後出現使司法訴訟屬無用的情況，故裁定訴訟程序消滅。
同時，法院重申，在2007年澳門人身保護令案中，終審法院已裁定，將逃犯移交至澳門以外，須受特別法律規範，但現行法律仍未規範移交至中國內地之事，所以即使有國際刑警組織發出紅色通緝令，檢察院和司法警察局亦不能以此為由，拘留被通緝人士。
法院稱，可能有人對此有不同的意見，但至判決前，看到的理據衹是「空泛的口號，並無實質內容」。而且即使有分歧，在法治地區，法院在管轄權範圍內所作判決，較其他當局的決定為優先。況且連澳門與大陸相互送達民商事司法文書都要有協定，則移交逃犯方面更需法律或協定規範，方能保證合法性，因為在侵犯人的基本權利方面，民商事與刑事無法相比。
所以，法院斥責當局，儘管已有2007年裁決，

有關當局仍然在沒有任何法律或協定規範、沒有立案、沒有給予被拘留人士辯護機會、亦沒有法官的移交命令的情況下堅持將逃犯移交內地。這些行為違背公正，動搖法治，影響澳門特別行政區的威望。

## 回應
2009年，澳門科技大學法學院教授方泉認同判辭對當局未执行2007年澳門人身保護令案裁判严厉批評之说，認為如此确實從既判力和信服力兩方面，损害澳門司法权威。但同時，她稱终审法院的立場「自相矛盾」：按《刑事訴訟法典》，若不遵守終審法院就人身保护令之请求而對被拘禁人的處斷，則可處渎职罪的刑罰，但终审法院一方面谴责不遵守既有裁判，另一方面却并未追究助理检察长。而且，她認為人身保护令案件的诉讼标的應僅限拘留之事，而非移交之事，終審法院「捆绑和混淆」兩件事，憑藉的邏輯是「因为移交不合法，所以拘留也就不合法」，但是，兩事之間不存在逻辑上的必要条件关系。国际刑警澳门支局按法規有权根据情报，拘留正被外地当局通缉的人，并协助将之送交具职权的司法官，可在滿足刑訴法的前提下合法拘留嫌犯，「应不存在合法性的疑问。」
2013年，澳門大學法學院教授趙國強稱本案與2007年澳門人身保護令案一同反映检察院與终审法院在移交逃犯一事上有實務分歧，需要解決。其明確支持檢察院的觀點，質疑法院的理據，認為是基于错误理念，且不論主觀上何等善良，其客观作用就是纵容犯罪，反問「难道澳门要的就是这样的成为犯罪分子天堂的『威望』？」他認為，即使在「没有协议和专门法律的情况下，依照『一国两制』的方针政策，遵循『对等互惠』原则」，仍是可以移交逃犯，衹是最好還是儘快订立协议；反而是澳门终审法院因為对实务的错误认识，以「似是而非」的理由，对澳门与中国内地移交逃犯的「默契和慣例横加干涉」。此前另一篇論文中，趙稱法院判決的“依法移交”理念「還是有道理的」，衹是兩地在移交逃犯問題上進展不大，甚至「回歸後還不如回歸前」，令人失望。
2015年銅鑼灣書店股東及員工失蹤事件後，2016年2月，記者拉克爾·卡瓦略在南華早報刊出一篇報導，描述本案與2015年吳權深遞解案同為「法外」（extrajudicial）途徑的移交，又訪問澳門律師公會主席華年達，他認為不論此類案件數目多少，其原則都是有錯。港澳多個新聞媒體引述該報導，有民眾評論是南華早報提起纔令本案再受關注。該報導出版一日後，已晉升為保安司司長的黃少澤主持「2015年度刑事犯罪及執法數據簡報會」，期間表示移交有依法律，法院的批抨是基於法律理解不同，而且為避免檢察院與法院再起矛盾，當局已不再處理類似事件，澄清2008年後澳門已不再將香港居民移交中國內地。他又指出，法律沒有限制香港居民不可移交，強調會依循「一國兩制」的做法，「從來、絕對、百分百」沒有涉及澳門居民，而且按一般原則亦是絕對不能移交澳門居民。
2019年，澳門大學法學院另兩位助理教授米格爾·馬內羅·德萊莫斯與特蕾莎·蘭克莉·蘿巴洛認為，澳門兩個司法機構在事件中的衝突，具指導價值。一邊是法院，高舉法治和程序正義，卻導致澳門可以移交逃犯予世界各國，唯獨不能移交到中國；另一邊，檢察院重視合作滅罪，甚至「可能重視政治高於法律」（possibly, a prevalence of politics over law），造成的後果是，移交與否是由檢察權或警權決定，而無程序保證。兩邊的後果皆「難以下嚥」（hard to stomach）。論文發表前，正值香港政府將逃犯條例條訂草案交由香港立法會審議，作者認為倘獲通過，可能屬「一國兩制」的「一國」內移交逃犯的重要一步。:767
澳門社運人士周庭希在香港反修例運動期間也評論了本案，認為是2007年案之後，澳門當局「尋求方法避開移交可能出現的司法挑戰。」

## 註
1. 1 2  參見.   [2021-12-05]. （原始内容存档于2021-12-05）.
2. ↑  參見.   [2021-12-05]. （原始内容存档于2021-12-05）.
3. ↑  以違法拘留為由申請人身保護令的程序規定，參見.   [2021-12-05]. （原始内容存档于2021-12-05）.
4. ↑  參見.   [2021-12-05]. （原始内容存档于2021-12-27）第八條
5. ↑  參見.   [2021-12-05]. （原始内容存档于2021-12-05）.
6. ↑  參見.   [2021-12-05]. （原始内容存档于2021-12-05）.
7. ↑  參見.   [2021-12-05]. （原始内容存档于2021-01-23）.
8. ↑  參見.   [2021-12-05]. （原始内容存档于2021-03-06）.
9. ↑  相關法律有.   [2021-12-04]. （原始内容存档于2022-01-12）.但該法僅規範「與中華人民共和國以外的國家或地區進行刑事司法互助」。